# Campeonato Mundial de Atletismo de 2009 - 100 m com barreiras feminino
A prova dos 100 metros com barreiras feminino do Campeonato Mundial de Atletismo de 2009 foi disputada nos dias 18 e 19 de agosto, no Olympiastadion, em Berlim.

## Recordes
Antes desta competição, os recordes mundiais e do campeonato nesta prova eram os seguintes:
| Tipo                  | Atleta           | Tempo | Local        | Data                  | Ref |
| --------------------- | ---------------- | ----- | ------------ | --------------------- | --- |
|                       | Yordanka Donkova | 12.21 | Stara Zagora | 20 de agosto de 1988  | ver |
| Recorde do campeonato | Ginka Zagorcheva | 12.34 | Roma         | 4 de setembro de 1987 | ver |

## Medalhistas
| Ouro                         | Prata                         | Bronze                       |
| Brigitte Foster-Hylton (JAM) | Priscilla Lopes-Schliep (CAN) | Delloreen Ennis-London (JAM) |

## Resultados

### Eliminatórias
Estes são os resultados das eliminatórias. As 40 atletas inscritas foram divididas em cinco baterias, se classificando para as semifinais as quatro melhores de cada bateria (Q) mais os quatro melhores tempos no geral (q).
| Bateria 1 | Bateria 1                  | Bateria 1 | Bateria 1 |
| Pos.      | Atleta                     | Tempo     | Notas     |
| --------- | -------------------------- | --------- | --------- |
| 1         | USA Dawn Harper            | 12.70 (Q) |           |
| 2         | JAM Delloreen Ennis-London | 12.73 (Q) |           |
| 3         | NGR Olutoyin Augustus      | 12.99 (Q) |           |
| 4         | FRA Cindy Billaud          | 13.12 (Q) |           |
| 5         | RUS Tatyana Dektyareva     | 13.51     |           |
| 6         | NZL Andrea Miller          | 13.83     |           |
| 7         | HON Jeimy Bernárdez        | 14.53     |           |
|           | GBR Jessica Ennis          | DNS       |           |

| Bateria 2 | Bateria 2                 | Bateria 2 | Bateria 2 |
| Pos.      | Atleta                    | Tempo     | Notas     |
| --------- | ------------------------- | --------- | --------- |
| 1         | USA Damu Cherry           | 12.71 (Q) |           |
| 2         | JAM Lacena Golding-Clarke | 12.90 (Q) |           |
| 3         | GER Carolin Nytra         | 13.03 (Q) |           |
| 4         | ISR Irina Lenskiy         | 13.18 (q) |           |
| 5         | CAN Angela Whyte          | 13.27     |           |
| 6         | NGR Seun Adigun           | 13.33     |           |
| 7         | LTU Sonata Tamošaityte    | 13.44     |           |
| 8         | RUS Ekaterina Shtepa      | 13.50     |           |

| Bateria 3 | Bateria 3            | Bateria 3 | Bateria 3            |
| Pos.      | Atleta               | Tempo     | Notas                |
| --------- | -------------------- | --------- | -------------------- |
| 1         | AUS Sally McLellan   | 12.82 (Q) |                      |
| 2         | IRL Derval O'Rourke  | 12.86 (Q) | Recorde da temporada |
| 3         | RUS Yuliya Kondakova | 12.88 (Q) | Recorde da temporada |
| 4         | CZE Lucie Škrobáková | 13.04 (Q) |                      |
| 5         | COL Brigitte Merlano | 13.19 (q) |                      |
| 6         | JPN Asuka Terada     | 13.41     |                      |
| 7         | USA Michelle Perry   | 13.68     |                      |
| 8         | ZIM Tamla Pietersen  | 14.50     | Recorde da temporada |

| Bateria 4 | Bateria 4                   | Bateria 4 | Bateria 4 |
| Pos.      | Atleta                      | Tempo     | Notas     |
| --------- | --------------------------- | --------- | --------- |
| 1         | CAN Priscilla Lopes-Schliep | 12.56 (Q) |           |
| 2         | USA Virginia Powell         | 12.77 (Q) |           |
| 3         | TUR Nevin Yanit             | 12.92 (Q) |           |
| 4         | NOR Christina Vukicevic     | 12.95 (Q) |           |
| 5         | BEL Eline Berings           | 13.04 (q) |           |
| 6         | TRI Aleesha Barber          | 13.19 (q) |           |
| 7         | SUI Lisa Urech              | 13.36     |           |
|           | NGR Jessica Ohanaja         | DNS       |           |

| Bateria 5 | Bateria 5                  | Bateria 5 | Bateria 5            |
| Pos.      | Atleta                     | Tempo     | Notas                |
| --------- | -------------------------- | --------- | -------------------- |
| 1         | JAM Brigitte Foster-Hylton | 12.67 (Q) |                      |
| 2         | CAN Perdita Felicien       | 12.77 (Q) |                      |
| 3         | CUB Anay Tejeda            | 12.82 (Q) | Recorde da temporada |
| 4         | GBR Sarah Claxton          | 12.86 (Q) |                      |
| 5         | POL Joanna Kocielnik       | 13.16 (q) | Recorde da temporada |
| 6         | FRA Sandra Gomis           | 13.23     |                      |
| 7         | KAZ Natalya Ivoninskaya    | 13.41     |                      |
|           | BEL Elisabeth Davin        | DNF       |                      |

### Semifinais
Estes são os resultados das semifinais. As 24 atletas classificadas foram divididas em três baterias, se classificando para a final as duas melhores de cada bateria (Q) mais os dois melhores tempos no geral (q).
| Semifinal 1 | Semifinal 1                 | Semifinal 1 | Semifinal 1          |
| Pos.        | Atleta                      | Tempo       | Notas                |
| ----------- | --------------------------- | ----------- | -------------------- |
| 1           | CAN Priscilla Lopes-Schliep | 12.60 (Q)   |                      |
| 2           | JAM Delloreen Ennis-London  | 12.64 (Q)   |                      |
| 3           | USA Virginia Powell         | 12.73 (q)   |                      |
| 4           | CZE Lucie Škrobáková        | 12.92       |                      |
| 5           | TUR Nevin Yanit             | 12.99       |                      |
| 6           | RUS Yuliya Kondakova        | 13.00       |                      |
| 7           | TRI Aleesha Barber          | 13.06       | Recorde da temporada |
| 8           | FRA Cindy Billaud           | 13.20       |                      |

| Semifinal 2 | Semifinal 2                | Semifinal 2 | Semifinal 2          |
| Pos.        | Atleta                     | Tempo       | Notas                |
| ----------- | -------------------------- | ----------- | -------------------- |
| 1           | JAM Brigitte Foster-Hylton | 12.54 (Q)   | Recorde pessoal      |
| 2           | CAN Perdita Felicien       | 12.58 (Q)   |                      |
| 3           | USA Damu Cherry            | 12.76       |                      |
| 4           | CUB Anay Tejeda            | 12.82       | Recorde da temporada |
| 5           | NOR Christina Vukicevic    | 13.00       |                      |
| 6           | NGR Olutoyin Augustus      | 13.11       |                      |
| 7           | COL Brigitte Merlano       | 13.23       |                      |
| 8           | ISR Irina Lenskiy          | 13.29       |                      |

| Semifinal 3 | Semifinal 3               | Semifinal 3 | Semifinal 3          |
| Pos.        | Atleta                    | Tempo       | Notas                |
| ----------- | ------------------------- | ----------- | -------------------- |
| 1           | USA Dawn Harper           | 12.48 (Q)   | Recorde pessoal      |
| 2           | AUS Sally McLellan        | 12.66 (Q)   |                      |
| 3           | IRL Derval O'Rourke       | 12.73 (q)   | Recorde da temporada |
| 4           | JAM Lacena Golding-Clarke | 12.76       |                      |
| 5           | GER Carolin Nytra         | 12.94       |                      |
| 6           | BEL Eline Berings         | 12.94       | Recorde nacional     |
| 7           | POL Joanna Kocielnik      | 13.21       |                      |
| 8           | GBR Sarah Claxton         | 13.21       |                      |

### Final
Estes são os resultados da final:
| Pos.              | Atleta                      | Tempo | Notas                |
| ----------------- | --------------------------- | ----- | -------------------- |
| Medalha de ouro   | JAM Brigitte Foster-Hylton  | 12.51 | Recorde da temporada |
| Medalha de prata  | CAN Priscilla Lopes-Schliep | 12.54 |                      |
| Medalha de bronze | JAM Delloreen Ennis-London  | 12.55 | Recorde da temporada |
| 4                 | IRL Derval O'Rourke         | 12.67 | Recorde nacional     |
| 5                 | AUS Sally McLellan          | 12.70 |                      |
| 6                 | USA Virginia Powell         | 12.78 |                      |
| 7                 | USA Dawn Harper             | 12.81 |                      |
| 8                 | CAN Perdita Felicien        | 15.53 |                      |

Legenda
| Recorde mundial       | Recorde mundial (World record)               |                       | Recorde africano                      | Recorde africano (African) |                                           | Q | Classificado por posição (Qualified) |
| Recorde do campeonato | Recorde do campeonato (Championship record)  | Recorde da América    | Recorde da América (Americas)         | q                          | Classificado por melhor tempo (Qualified) |   |                                      |
| Melhor marca do ano   | Melhor marca do ano (World leading)          | Recorde asiático      | Recorde asiático (Asian)              | DNS                        | Não largou (Did not start)                |   |                                      |
| Recorde nacional      | Recorde nacional (National record)           | Recorde europeu       | Recorde europeu (European)            | DNF                        | Não terminou (Did not finish)             |   |                                      |
| Recorde pessoal       | Recorde pessoal do atleta (Personal best)    | Recorde da Oceania    | Recorde da Oceania (Oceania)          | DSQ / DQ                   | Desclassificado (Disqualified)            |   |                                      |
| Recorde da temporada  | Recorde da temporada do atleta (Season best) | Recorde sul-americano | Recorde sul-americano (South America) | NM                         | Sem marca (No mark)                       |   |                                      |